# 银河2号运载火箭
银河2号（韓語：은하 2호）是朝鲜研制的一次性运载火箭，隸屬銀河火箭系列，由大浦洞2号导弹发展而来。于2009年4月5日首次发射，发射失败。後來朝方推出了改進型银河3号，並取得成功。

## 发射历史
当地时间2009年4月5日11时20分，火箭發射，并成功地进行了一、二节分离以及二、三节分离，但是第三节推进器未能将卫星送入预定的轨道，发射失败。
| 型号    | 发射日期     | 发射地点 | 载荷      | 结果               |
| 银河2号 | 2009年4月5日 | 舞水端里 | 光明星2号 | 卫星未进入预定轨道 |